# Église Saint-Martial de Jouillat
Pour les articles homonymes, voir Église Saint-Martial.
L'église Saint-Martial est une église située à Jouillat, dans le département français de la Creuse en France. Construite au XIIe siècle, elle est inscrite au titre des monuments historiques en 1932.

## Localisation
L'église est située sur la commune de Jouillat dans le département français de la Creuse en région Nouvelle-Aquitaine.

## Historique
L'église a été construite au XIIe siècle.
L'édifice est inscrit au titre des monuments historiques en 1932.
En 2014, un sarcophage, qui se trouvait auparavant à l'extérieur de l'église, a été déplacé à l'intérieur.